# Сибірський військовий округ
Сибі́рський військо́вий о́круг — військовий округ Збройних сил Радянського Союзу та Збройних сил Російської Федерації.
Штаб командування військового округу знаходився з 1998 до 2010 року у Читі (до цього — у Новосибірську).
Свою історію веде з утворення Західно-Сибірського військового округу Російської імперії у квітні 1865 року.

## Сухопутні війська
До складу військового округу входили:
- 366-й окремий батальйон охорони та обслуговування, м. Чита
- 5-та окрема гвардійська танкова дивізія
- 11-а окрема повітряно-десантна бригада (498-й, 499-й батальйони, 500-й батальйон був розформований у 2006 році) — передислокована у листопаді 1992 року в Улан-Уде-40 (сучасний Сосновий Бор, Бурятія)

36-та армія, Борзя
- 131-а мотострілецька дивізія, Сретенськ
- 85-та мотострілецька дивізія, Новосибірськ
  - Козацький мотострілецький полк, Борзя
- 6052-а база сховища зброї й техніки (БХВТ) (Борзя, колишні 168-а мотострілецька бригада й перед цим колишня 149-а мотострілецька дивізія, що раніше перебувала у Монголії)
- 74-а мотострілецька бригада, Юрга (у постійній бойовій готовності)

## Повітряні сили

### Військово-повітряні бази
- Бада
- Барнаул
- Біла
- Бердськ
- Борзя
- Братськ
- Чита-45
- Домна
- Дзидха-Нянгі
- Іркутськ
- Камень-на-Обі
- Канськ
- Краснорськ-Черемшанка
- Кяктха
- Нерчинськ
- Новосибірськ
- Омськ-Північний
- Славгород
- Степ-Оловянна